# European Union for Bird Ringing
De European Union for Bird Ringing (EURING) verzorgt de coördinatie tussen Europese ringcentrales. EURING werd opgericht in 1963 in Frankrijk.

## Exchange Code

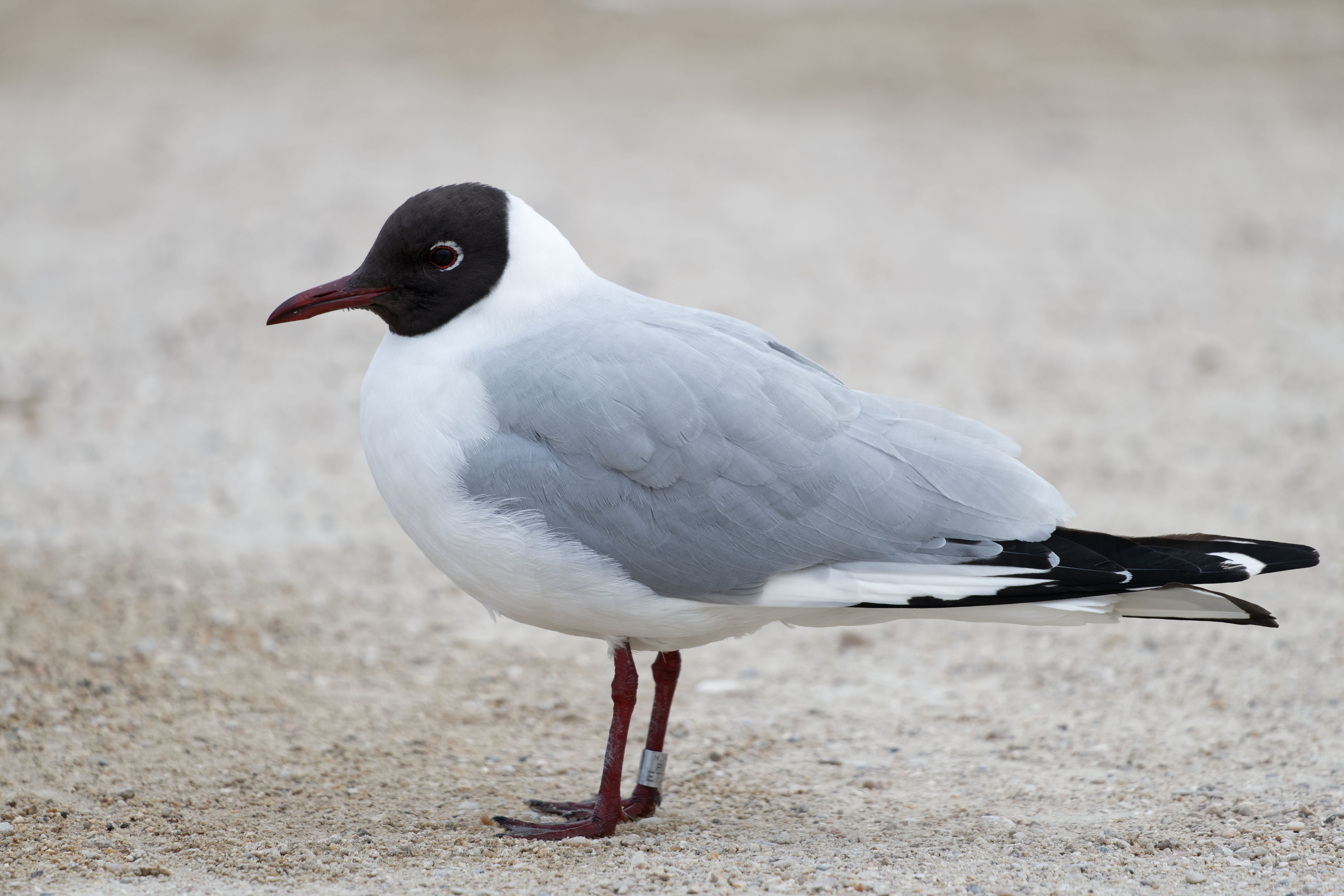
Geringde kokmeeuw Chroicocephalus ridibundus in de Tuileries in Parijs op 1 maart 2018. Het ringnummer is CZP ET06049. Hier is CZP de EURING-code voor het schema van de Tsjechische ringingcentrale in Praag, en ET06049 het door die centrale toegekende unieke nummer. De EURING-soortcode van de kokmeeuw is 05820.

EURING heeft de EURING Exchange Code (of kortweg de EURING Code) in het leven geroepen om uitwisseling van gegevens tussen leden mogelijk te maken, en de EURING Databank om alle ringgegevens van deelnemers te verzamelen in een centrale database.
De EURING Exchange Code is een bestandsformaat waarmee ringgegevens kunnen worden opgeslagen. Het belangrijkste doel van dit formaat is om gegevens tussen EURING-leden te kunnen uitwisselen, en om gegevens naar de EURING Databank te kunnen sturen.
Deze code werd vastgesteld tijdens de EURING-bijeenkomst van 1966 door een Nederlandse ponskaart-code uit 1963 te adopteren. Sindsdien is de EURING-code doorontwikkeld om mee te gaan met vernieuwingen in de technologie. Dit resulteerde in nieuwe versies in 1979 en 2000.  Inmiddels was overgegaan van ponskaarten naar ASCII-bestanden. De 2000-versie werd aangepast naar het formaat 2000+, en daarna opgevolgd door de huidige versie, 2020.
EURING codes worden ook gebruikt om vogels te identificeren in ander ornithologisch onderzoek, zoals de Europese broedvogelatlas van de EBCC.

## Databank
In 1977 riep EURING de EURING Databank (EDB) in het leven om gegevens van alle leden in een centrale database samen te brengen. De EDB werd aanvankelijk ondergebracht bij het Nederlands Instituut voor Ecologie (NIOO). In 2006 werd de hosting overgedragen aan de British Trust for Ornithology.